# Cosmovisión afroecuatoriana

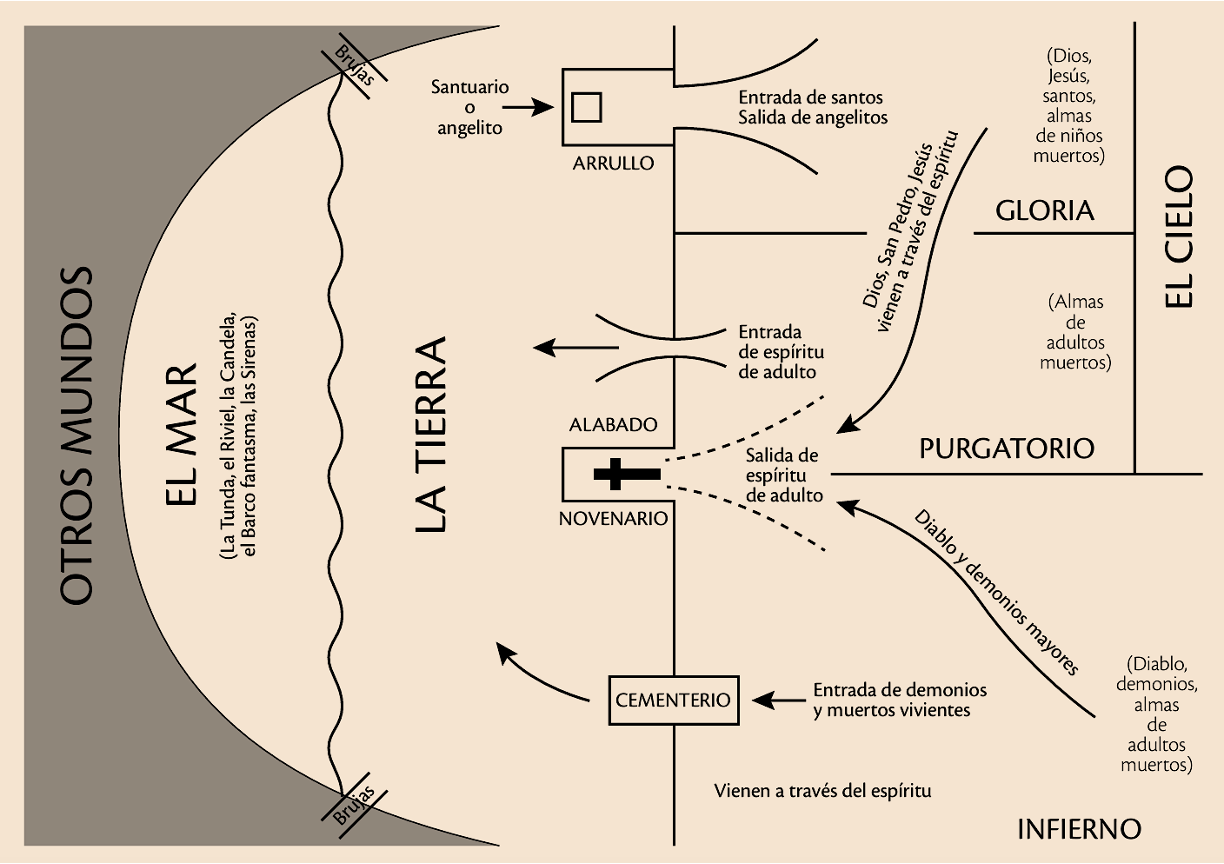
Cosmogonía tradicional de los afroecuatorianos

La cosmovisión afroecuatoriana es la serie de creencias compartidas por los afroecuatorianos que corresponden a la visión tradicional sincrética que se creó desde la llegada de los primeros pobladores en el siglo XVI. Está ligada a una estructura cósmica específica, con ritos para comunicar los distintos mundos que en muchas ocasiones giraban alrededor de la música, la marimba, los animeros y curanderos. Son la base para la interpretación de muchos arrullos, así como para entender la evolución de la importante fiesta llamada chigualo. Por último sirve de contexto para entender las historias alrededor de criaturas fantásticas del folklore afroecuatoriano como la Tunda, el Riviel, el Pentacoré, el Duende, entre otros.

## Descripción general

### Estructura del mundo
La base de la cosmovisión afroecuatoriana se encuentra en la división tripartita tradicional del universo de la siguiente manera:
- Mundo terrenal: está asimismo desdoblada en tres partes, el mar, los ríos y los montes. A pesar de ser terrenal, no es meramente natural puesto que aquí habita la Tunda, el Riviel y la Gualgura.[1] Está habitado por seres tangibles e intanglibles sin embargo esto no implica la sacralidad de lo tangible.
- A esto se suman dos mundos producto del sincretismo con el catolicismo:

1. Mundo de arriba o Cielo: donde viven los santos, deidades, espíritus. Existe poca comunicación con este mundo y los animales y personas pueden subir a él siempre con una invitación especial previa.
2. Mundo de abajo o Infierno: pero que es más bien aceptado como algo externo a la cosmovisión afro e impuesta por la evangelización.

Esto se debe a que la contraparte del Cielo es la Tierra que está dividida en diferentes dimensiones espirituales. El Cielo si bien es fruto de la evangelización, si tiene más relación con la cosmovisión afro a través del santoral. Se cree que era un lugar reservado para las deidades y que los humanos y animales podían ir si eran invitados. Esta relación era delicada y podía romperse, generando una "punción" o castigo. Cuando esto sucedía era común la frase "el sapo anda aplastado, nace el duende".
 

Se cree que las almas podían moverse desde un mundo a otro, para lo cual había muchas ceremonias que giraban alrededor de la marimba. Los lugares que comunicaban estos mundos eran los cementerios y las tumbas de última noche. Estas últimas son escenografías mortuorias donde se despide al difunto.

El monte, el río y el mar son la base del mundo terrenal
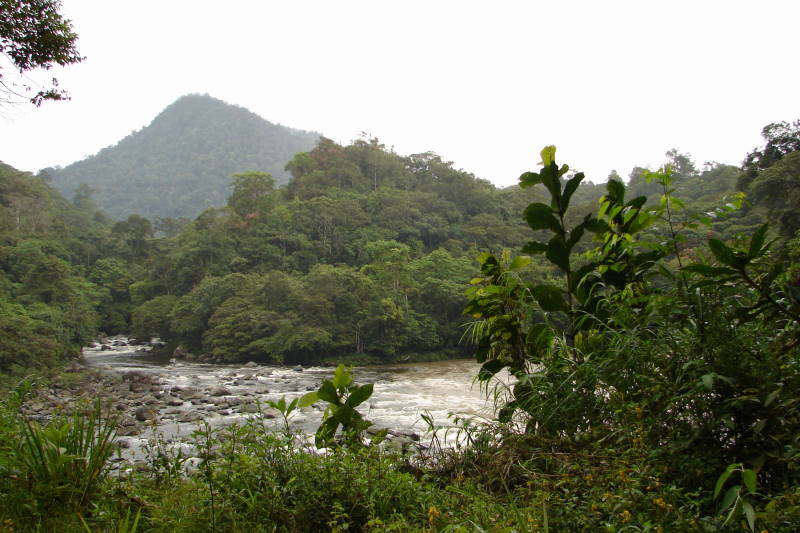
Montes cerca de Lita, Esmeraldas
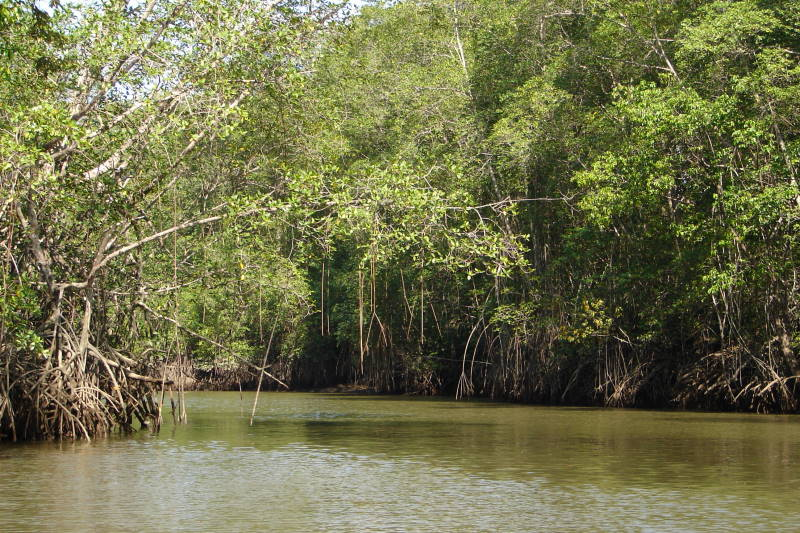
Río Cayapas y el manglar
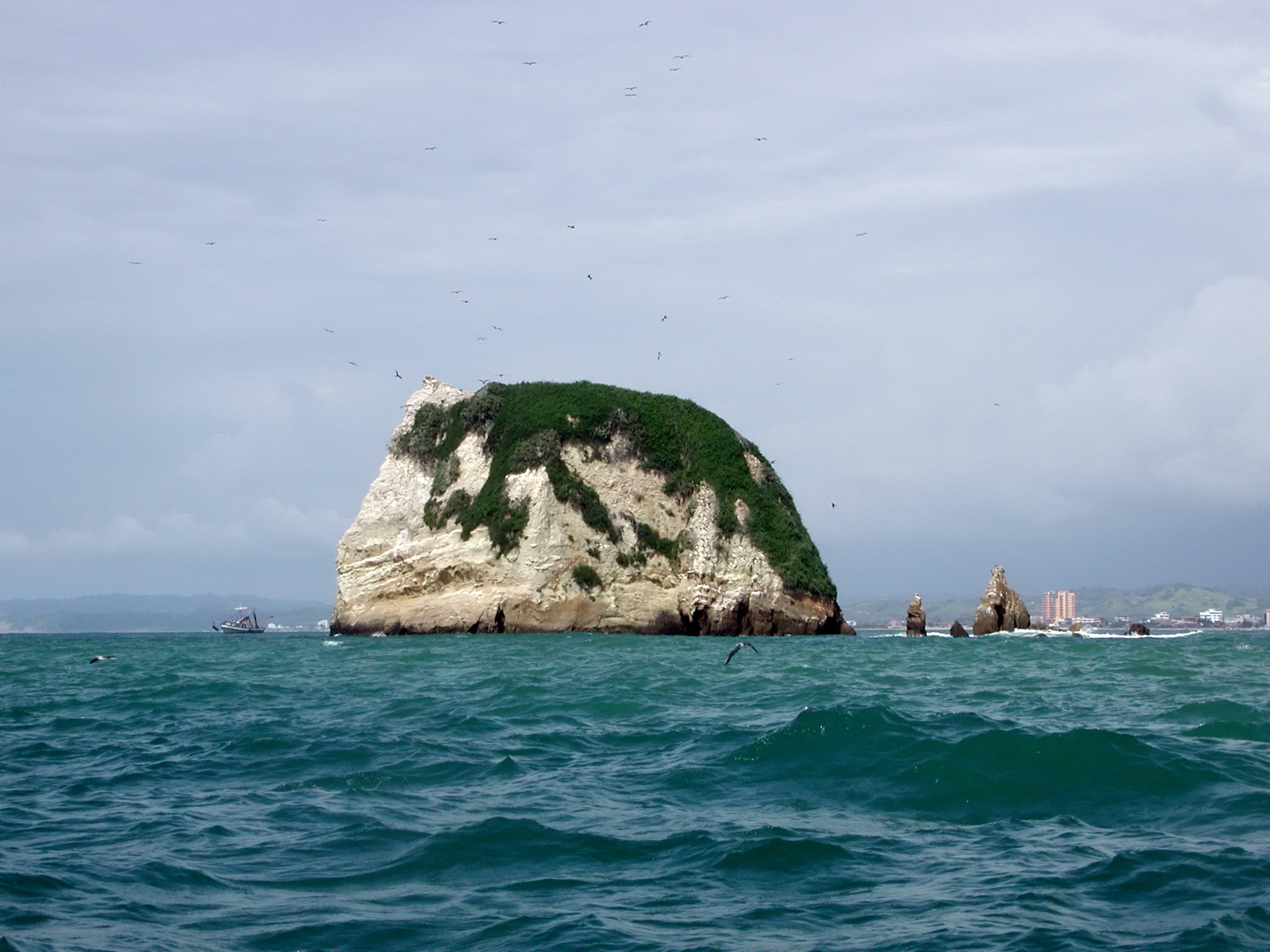
Peñón de Súa en el Océano Pacífico

### Comportamiento de las almas

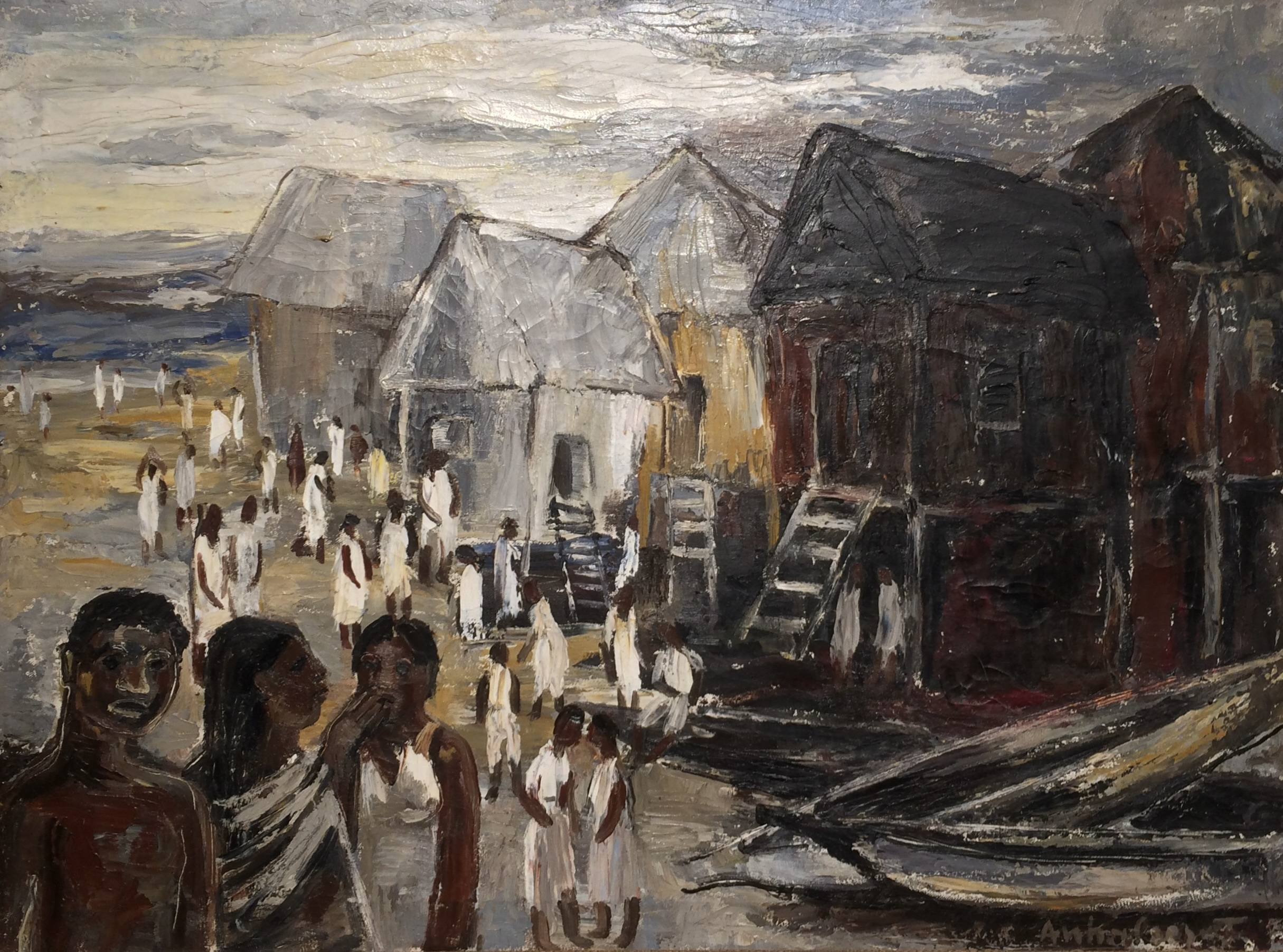
"Paisaje de Esmeraldas", óleo sobre lienzo de Olga Fisch Anhalzer. MuNa, Quito

La muerte en esta cosmovisión está determinado por la manera en la que las personas han vivido, y son juzgados por la comunidad al momento de realizar el ritual durante su muerte. Este ritual al estar lleno de carga simbólica es considerado como la base para comprender las relaciones entre las distintas partes de esta cosmovisión. Se cree que el alma puede quedar en pena muchas veces cuidando una olla de plata hasta que una persona venga y le ayude. No es común la creencia de que el alma se va a otro lado o se libera. Se cree que las almas en pena no pisan la tierra pero no ascienden al cielo y sobre todo no bajan al submundo. Es decir después de la muerte el alma pasa a un plano espiritual pero en el mismo mundo terrenal. Por esta razón se creía posible el contacto con los vivos, lo que alimenta muchas historias y leyendas. Tanto el monte como el río eran lugares comunes donde interactuaban las almas con los vivos.
Asimismo, durante los nacimientos existían muchas creencias idiosincráticas. Por ejemplo un niño al ser abortado puede crear "una visión". Cuando una mujer aborta se cree que el niño cae al agua o al río y después de cumplir los nueve meses "nace de todas maneras" por lo que empieza a interactuar con la comunidad y ahí se dan cuenta de que por fin nació. También había otra posibilidad y era que dentro del mundo terrenal las almas de los niños se queden en una dimensión similar al "limbo". A estos niños se les llamaba angelitos y se creía que solo podían salir de ahí por providencia de una virgen. Esto se diferencia de los adultos que se quedaban en la comunidad descansando en el cementerio o en el peor de los casos penando en el monte y los ríos.
Dentro de los rituales importantes relacionados con las almas se encuentran:
- Chigualo: celebración navideña, los nacimientos, los villancicos y el velorio del Angelito.
- Alabao: pertenece al ritual de velorios cuando muere un adulto.

### El cortejo

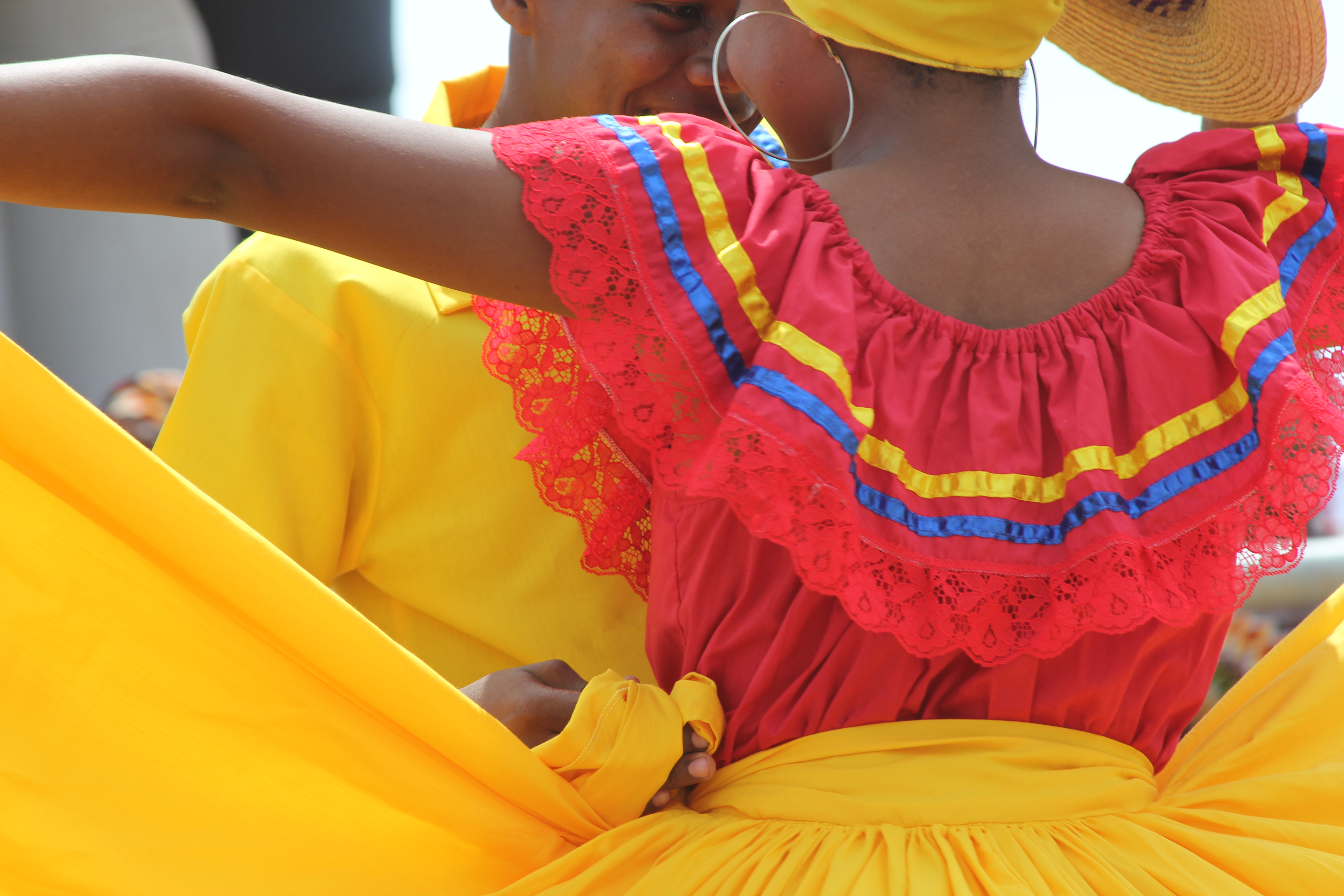
Afroecuatorianos bailando

El cortejo entre hombres y mujeres era considerado como una actividad netamente humana, a diferencia del nacimiento y muerte que estaba más ligada a las otras partes del mundo terrenal. Se creía que los hombres estaban caracterizados por lo caliente mientras que las mujeres por lo frío. Esto último se debía a que en la menstruación las mujeres perdían sangre o se enfriaban. Sin embargo, cuando se embarazaban dejaban de perder sangre y al calentarse se asemejaban a los hombres. De esta manera se establecía el dualismo caliente, frío o masculino y femenino que eran la base del cortejo. Esto a su vez era común realizarlo en la comunidad ya sea a través de las fiestas en general como al momento de la interpretación de la marimba:
- Bambuco: es una danza de cortejo que usa de metáfora a los cununos o tambores macho y hembra.
- Caderona: el solista inicia la estrofa, mientras el coro repite el estribillo.
- 'Caramba': es una danza que se baila entre hombres y mujeres ya sea como pareja en la caramba cruzada o en grupos mixtos en la caramba bambuqueada.[7]

### Las fiestas

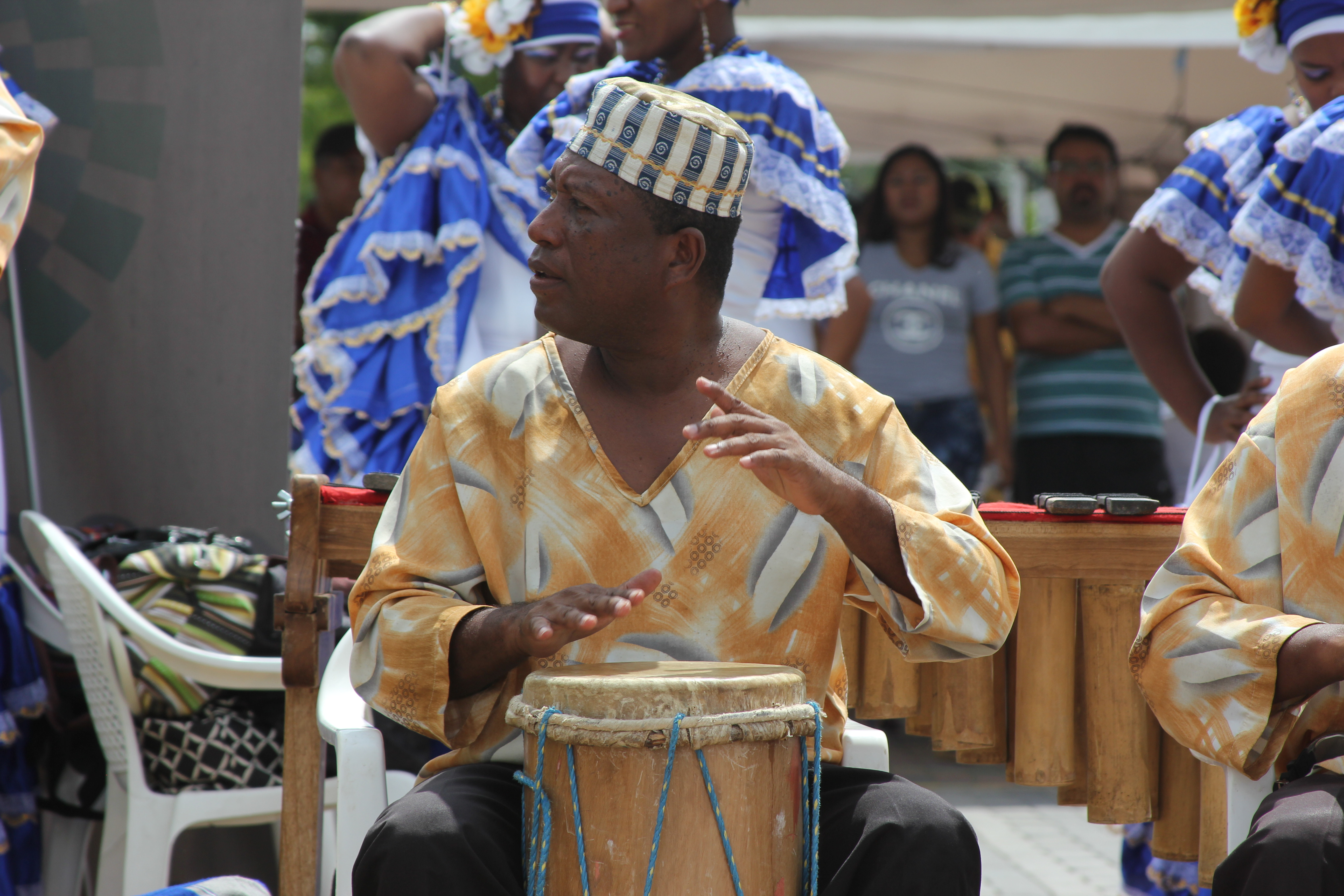
El cununo es uno de los instrumentos tradicionales en las fiestas.

Las fiestas se realizaban de acuerdo al santoral católico y tenían variaciones dependiendo de la utilidad de ellas mismas. Se cree que una de las razones atrás del santoral era que en los días festivos los esclavos no trabajaban. Esto incentivó a la creación de muchos días festivos, sin embargo su importancia fue mayor en los lugares donde la esclavitud estaba presente, es decir en el valle del chota y en el pacífico colombiano. Sin embargo, en Esmeraldas si se encontraban presentes ya sea por influencia del resto de comunidades o ya sea en un sentido más atenuado. Además las fiestas se vieron influenciadas por los hechos políticos de ahí que saldrían composiciones importantes como "Viva Vargas Torres" o el "Fabriciano". Los géneros musicales que se desarrollaron alrededor de las fiestas son:
- Arrullo: Es un canto grave y dulce, que sirve para enamorar a las personas.
- Andarele: de carácter festivo, los cantores contestan al solista en forma de estribillo.
- 'Agualarga:' relacionado con la cultura Awá, es además parte del procedimiento para afinar la marimba.[7]
- 'Patacoré:' es un ritmo enérgico y regular, muy similar a los demás patrones rítmicos del litoral del pacífico.[7]

### Ritual de ombligamiento

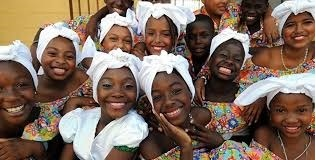
Niños afroecuatorianos

Son rituales de paso importantes en el ciclo de vida de los niños. Son una forma de atar a los niños a la tierra donde nació. Tiene dos partes, la primera cuando se cae el ombligo del niño se lo entierra en la raíz de un árbol para que tenga una dependencia simbólica con la tierra. La segunda es al limpiar el ombligo, el curandero le pone polvos de animales y plantas para transmitirle sus características al niño durante su vida. La base para entender el ombligamiento está en que el sexo era considerado algo humano mientras que la concepción era divina. Por esta razón la creencia de que los niños bajan del cielo. Es decir la estructura de la concepción es triangular, la primera esquina formada por Dios, y las otras dos por los progenitores. Por esta razón muchos niños eran considerados "angelitos sin sexo".

### Los niños con virtud

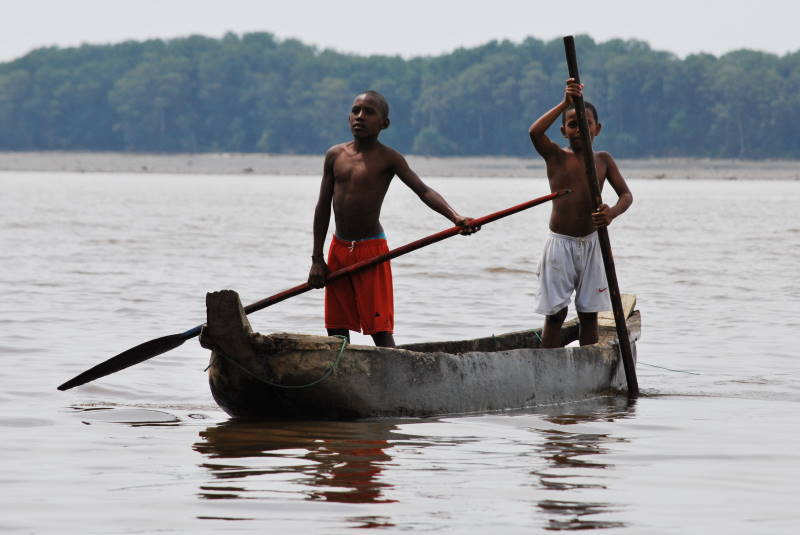
Niños navegando en La Tolita

Se cree que algunos niños nacen con virtud y deben ser protegidos. Cuando una comunidad recibe a un niño se cree que recibe el don de la virtud, es una potencia muy valiosa. Se creía que los niños podían si eran criados de forma correcta desarrollar los dones. Por ejemplo si una niña recibió el don de la divinidad podía convertirse en adivina de grande, por lo que debía ser protegida de las brujas, que normalmente querían secuestrarlas o simplemente robarles "su virtud" ya sea la adivinación o la búsqueda de oro. Se cree que algunos niños tienen una potencia liberadora, creadora y protectora. Para proteger esto, los padres muchas veces hacen acciones a favor de los niños.
- Era común poner una tijera o cruz entre otras cosas para evitar que algo les haga daño.
- Además una práctica difundida era que duerman entre dos adultos.
- En la ombligada se busca construir un poder en caso de que se necesite reemplazar el poder que fue robado de un niño por una bruja.

### El animero
Toma su nombre de las ánimas y se creía que tenía el poder de hacer salir de su lugar de reposo a las almas, sin embargo esto no implicaba que las sacaba del infierno, sino dentro del mismo mundo terrenal pasaba de una dimensión a otra. El mundo terrenal estaba compuesto por cosas tangibles e intangibles, pero estas últimas no necesariamente eran sagradas y el animero podía facilitar el tránsito y comunicación entre ambas cosas. 

### Seres intangibles del mundo terrenal

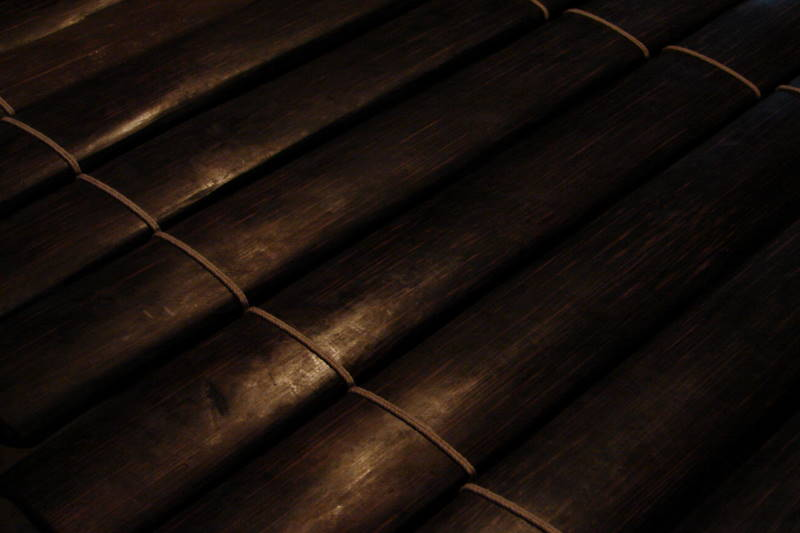
Teclas de marimba esmeraldeña

Existen muchos seres fantásticos considerados intangibles y que sin embargo habitan el mundo de los vivos. Se pueden dividir de la siguiente forma:
Seres que se encuentran en un lugar específico:
- Visiones: se cree son de origen humano y se caracterizan por poder hacer daño. Casi todas son malas porque nacen ya sea de abortos que después no los bautizaron ni fueron incorporados a la comunidad, o de matrimonios incestuosos. Se cree que las visiones nacen a la vida pero en una "dimensión negativa". Se caracterizan por estar fijos en un solo sector.
  - La Tunda: es una hermosa mujer afro con rasgos indígenas, tiene un pie humano y otro de cabra y es multifacética, por lo cual adopta diversas formas. Deambula por los ríos y recodos, donde la Tunda pesca el camarón para cocinarlo en sus nalgas y darles de comer a sus víctimas y neutralizarlas.
  - El Bambero: es un personaje delgado y de baja estatura que habita en las zonas de manglares y se moviliza sobre una tatabra.
  - El Riviel: es el espíritu de un muerto que viaja en una canoa, para asustar a los pescadores.
  - El Duende: es un hombre pequeño que supuestamente sale a cabalgar en las noches de luna. Vive un enorme sombrero y una guitarra en la mano.

- Ánimas: son los espíritus de las personas muertas que están en pena. Se cree que después de muchos rezos van al purgatorio. También pueden ser invocados.

Seres que pueden moverse libremente:
- Personajes: a diferencia de las visiones pueden moverse y trasladarse por toda la costa.
- Brujas: se relacionan con el aire y siempre existe el peligro inminente de que puedan tomar algún niño. La bruja no forma parte de la comunidad y actúa en contra de ella al robar a un niño. Tiene el poder de volar.

## Sincretismo católico

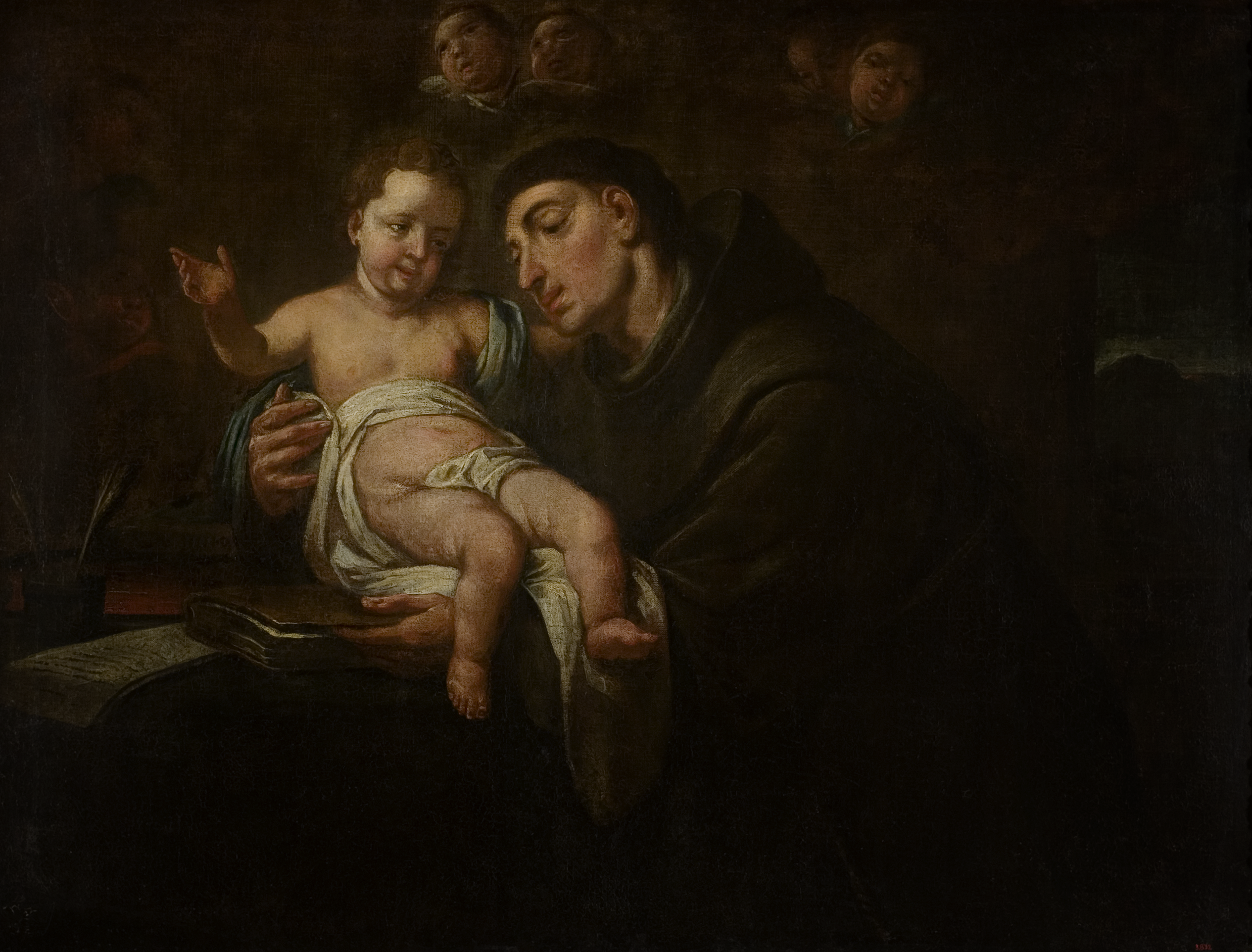
San Antonio sosteniendo en sus brazos a un niño.

Una de las cosas que caracteriza el sincretismo en la cosmovisión afroecuatoriana es la distinción clara entre lo humano y divino, que viene del cristianismo. A partir de esto se ha ido creando un santoral que se ubica en el ámbito de lo divino en la teoría, pero que en la práctica existen transgresiones, comunicaciones, y movimiento entre lo divino y humano que se refleja en la presencia doméstica de muchos santos, fuera de sus altares. A esto se suma el hecho de que el mundo de abajo ha sido considerado como una imposición de la evangelización, puesto que los demonios, brujas se cree habitan el mundo terrenal. Es decir el submundo no es usualmente expresado en las historias orales de las comunidades. 
Santoral afroecuatoriano:
- San Antonio: es importante el hecho de que sostiene en sus manos a un niño. La interpretación afroecuatoriana de este santo es idiosincrática. Generalmente se considera que está enojado y que concede el deseo que se le pida, previo secuestro material de su niño.
- Virgen del Carmen: Se la llama Carmela y su carácter es más afable a diferencia de San Antonio. Su importancia se deriva de su relación con el agua, que para los afroecuatorianos es sagrada y dedicaron muchas danzas como el agualarga o la canoita (además del sanjuanito negro que es dedicado a Juan el Bautista). Es la encargada de salvar o sacar las almas del mundo inferior. Por esta razón se la representa siempre en las llamas infernales.
- San Juan: son las fiestas en honor a Juan el Bautista. Sirven para celebrar y recordar la sacralidad del agua, ya sea por creencia afroecuatoriana propia o por sincretismo con la cultura cayapa que consideraba al agua sagrada y la llamaban "Pi". Esta creencia es compartida en los andes incluso y se desarrolló en paralelo el culto a través de catequil y los sanjuanitos.
- Nuestra Señora de las Lajas de Salinas
- San Martín de Porres
- Virgen de las Nieves en el Chota

Principales fiestas religiosas:
- Fiesta de Reyes
- Semana Santa
- Fiesta del Divino Niño